# Куриленко, Виктор Трифонович
Виктор Трифонович Куриленко — советский хозяйственный, государственный и политический деятель, Герой Социалистического Труда.

## Биография
Родился в 1937 году в Запорожье. Член КПСС.
С 1953 года — на хозяйственной, общественной и политической работе. В 1953—1992 гг. — прицепщик, тракторист в колхозе «Украина» Пологовского района Запорожской области, военнослужащий в рядах Советской Армии, тракторист, бригадир, комбайнёр, механизатор колхоза «Украина» Пологовского района Запорожской области Украинской ССР.
Указом Президиума Верховного Совета СССР от 6 марта 1981 года присвоено звание Героя Социалистического Труда с вручением ордена Ленина и золотой медали «Серп и Молот».
Избирался народным депутатом СССР.
Умер в городе Пологи в 2018 году.